# XIX Mistrzostwa Świata w Lataniu Precyzyjnym

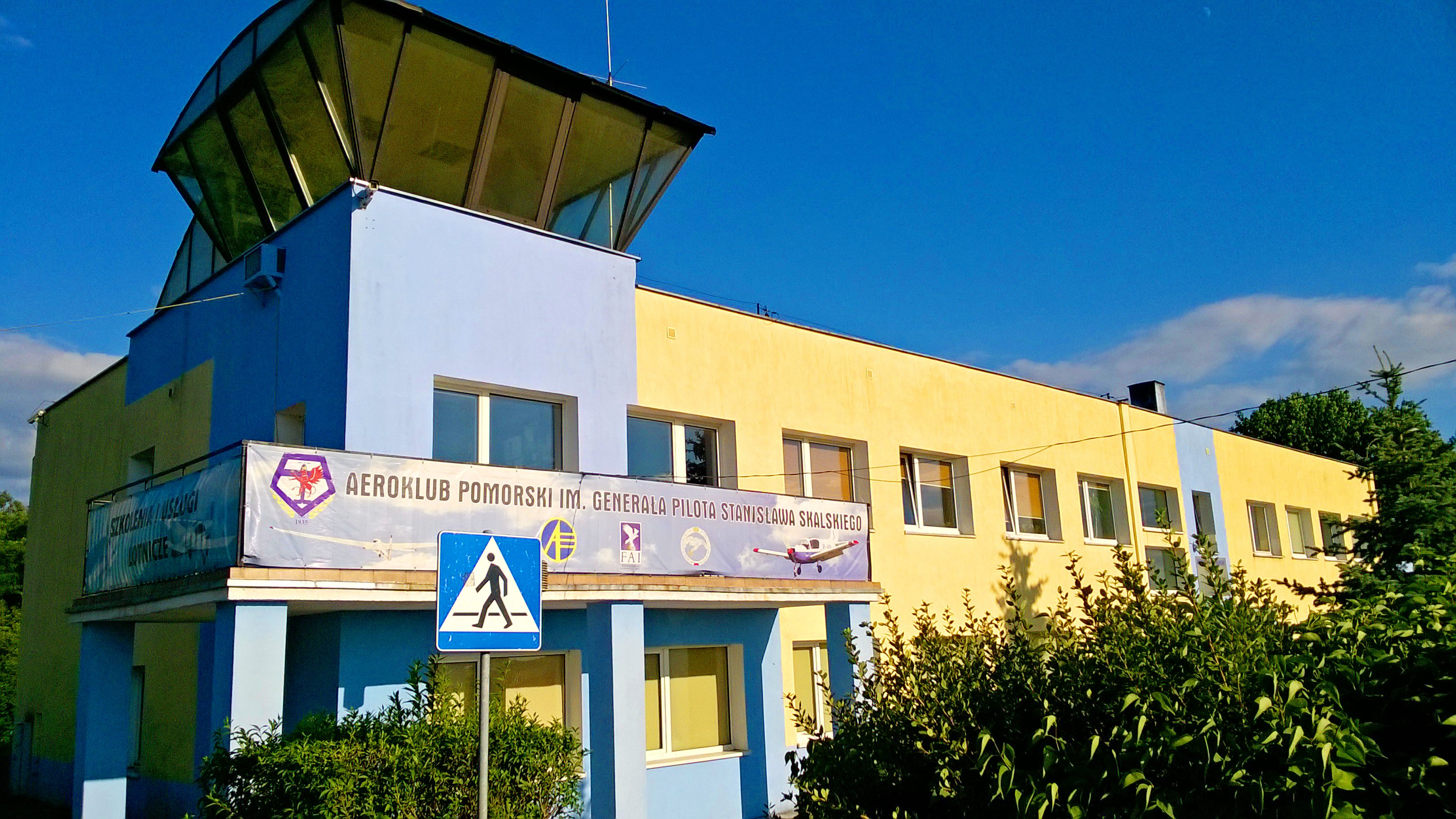
Siedziba Aeroklubu Pomorskiego w Toruniu

XIX Mistrzostwa Świata w Lataniu Precyzyjnym – zawody lotnicze Międzynarodowej Federacji Lotniczej (FAI) w lataniu precyzyjnym, organizowane w dniach 19-26 lipca 2009 roku w Toruniu. Organizatorem zawodów był Aeroklub Pomorski. Zwyciężyli w nich indywidualnie i zespołowo zawodnicy polscy. 

## Uczestnicy
W zawodach sklasyfikowano 63 zawodników
z 16 państw: Polski (12), Czech (10), Francji (6), Szwecji (4), Rosji (4), Austrii (4), RPA (4),  Nowej Zelandii (3), Szwajcarii (3), Niemiec (3), Wielkiej Brytanii (2), Finlandii (2), Słowacji (2), Litwy (2), Danii (1) i Słowenii (1). W stosunku do poprzednich mistrzostw, nowe były ekipy Litwy, Słowacji i Finlandii.
Najpopularniejszym samolotem, używanym przez ponad połowę zawodników, była Cessna 152 (37 zawodników), następnie Cessna 150 (12), Cessna 172 (6), dalej 3Xtrim (2), Zlin Z-43 (2), Zlin Z-42 (1), Glastar (1), MS-880 (1) i Van's RV-7A (1) (liczby biorących udział samolotów były mniejsze, gdyż część zawodników korzystała z tych samych maszyn).
W skład polskiej ekipy wchodziło 12 zawodników:
- Janusz Darocha – Cessna 152 SP-AKP
- Marek Kachaniak – Cessna 152 SP-AKO
- Krzysztof Wieczorek – 3Xtrim SP-YUD
- Michał Wieczorek – Cessna 152 SP-KWW
- Krzysztof Skrętowicz – 3Xtrim SP-YUD
- Wacław Wieczorek – Cessna 152 SP-KWW
- Michał Osowski – Cessna 152 SP-AKP
- Bolesław Radomski – Cessna 152 SP-KCH
- Zbigniew Chrząszcz – Cessna 152 SP-AKO
- Dariusz Lechowski – Cessna 152 SP-KSN
- Stanisław Nowicki – Cessna 152 SP-KSN
- Jerzy Markiewicz – Cessna 152 SP-KCH

Głównym sędzią był Paul Szameitat, kierownikiem sportowym Andrzej Osowski.

## Przebieg
Zawody prowadzono na lotnisku w Toruniu. Od 14 lipca prowadzone były treningi. Uroczyste otwarcie zawodów miało miejsce w niedzielę 19 lipca 2009, towarzyszyły mu pokazy lotnicze (brały w nich udział samoloty Extra 330, Piper Cub L-4, CSS-13, replika RWD-5 i M-28 Skytruck Straży Granicznej). 20 lipca odbył się oficjalny trening lądowań, a 21 lipca oficjalny trening konkurencji nawigacyjnej.
Na konkurencje nawigacyjne składały się:
- próba obliczeń – na godzinę i 15 minut przed lotem
- próba nawigacyjna – polegająca na przeleceniu całej trasy zgodnie z zadeklarowaną wcześniej prędkością przelotową, z dokładnością do 2 sekund
- próba obserwacyjna – polegająca na odnalezieniu w terenie punktów ze zdjęć oraz zidentyfikowaniu rozłożonych znaków

22 lipca miała miejsce pierwsza konkurencja nawigacyjna. Trasa składała się z siedmiu etapów, poprzez okolice Białego Boru, Golubia-Dobrzynia, Elzanowa, następnie na południe i na zachód w stronę lotniska. Czas lotu wynosił godzinę 20 minut. Czołowe wyniki I próby (punkty karne za planowanie + nawigację + obserwację):
| 1.  | Janusz Darocha       | Polska   | Cessna C-152 | 0+93+0 = 93     |
| 2.  | Krzysztof Wieczorek  | Polska   | 3Xtrim       | 0+138+0 = 138   |
| 3.  | Jiří Filip           | Czechy   | C-152        | 3+123+20 = 146  |
| 4.  | Bolesław Radomski    | Polska   | C-152        | 0+108+40 = 148  |
| 5.  | Wacław Wieczorek     | Polska   | C-152        | 0+165+0 = 165   |
| 6.  | Robert Verbančič     | Słowenia | C-152        | 0+111+60 = 171  |
| 7.  | Michał Wieczorek     | Polska   | C-152        | 5+159+40 = 204  |
| 8.  | Michał Osowski       | Polska   | C-152        | 1+165+40 = 206  |
| 9.  | Marek Kachaniak      | Polska   | C-152        | 1+168+40 = 209  |
| 10. | Krzysztof Skrętowicz | Polska   | 3Xtrim       | 0+120+100 = 220 |

23 lipca miała miejsce druga konkurencja nawigacyjna. Czołowe wyniki II próby (punkty karne za planowanie + nawigację + obserwację):
| 1.  | Krzysztof Wieczorek  | Polska | 3Xtrim       | 0+48+80 = 128    |
| 2.  | Luboš Hájek          | Czechy | Cessna C-152 | 2+48+80 = 130    |
| 3.  | Marek Kachaniak      | Polska | C-152        | 1+105+40 = 146   |
| 4.  | Janusz Darocha       | Polska | C-152        | 12+99+40 = 151   |
| 5.  | Petr Opat            | Czechy | C-152        | 0+105+80 = 185   |
| 6.  | Michał Wieczorek     | Polska | C-152        | 1+144+40 = 185   |
| 7.  | Krzysztof Skrętowicz | Polska | 3Xtrim       | 0+87+110 = 197   |
| 8.  | Michał Osowski       | Polska | C-152        | 2+114+120 = 236  |
| 9.  | Wacław Wieczorek     | Polska | C-152        | 6+192+50 = 248   |
| 10. | Jiří Filip           | Czechy | C-152        | 32+102+120 = 254 |

Po dwóch konkurencjach prowadzili Polacy: Janusz Darocha (244 pkt karne – tytuł mistrza świata w nawigacji lotniczej), Krzysztof Wieczorek (266 pkt), Marek Kachaniak (355 pkt), Michał Wieczorek (389 pkt), na 5. i 6. miejscu Czesi: Luboš Hajek (394 pkt) i Jiří Filip (400 pkt), dalej do 11. miejsca również zawodnicy polscy i czescy.
24 lipca 2009 odbyła się ostatnia konkurencja – konkurencja lądowań. Zawodnicy musieli wykonać cztery rodzaje lądowań: normalne, bez użycia silnika, bez silnika i klap oraz znad przeszkody o wysokości 2 m znajdującej się 50 m przed miejscem lądowania. Mistrzem świata w precyzyjnym lądowaniu został Michał Wieczorek, nie tracąc żadnego z punktów karnych:
| 1.   | Michał Wieczorek     | Polska            | Cessna C-152 | 0 pkt karnych |
| 2.   | Kjeld Hjorth         | Dania             | C-172        | 2 pkt         |
| 3.   | Jerzy Markiewicz     | Polska            | C-152        | 12 pkt        |
| 4.   | Jean-Luc Patrier     | Francja           | C-152        | 13 pkt        |
| 5/6. | Krzysztof Skrętowicz | Polska            | 3Xtrim       | 15 pkt        |
| 5/6. | Michal Filip         | Czechy            | C-152        | 15 pkt        |
| 7    | Luboš Hajek          | Czechy            | C-152        | 19 pkt        |
| 8/9. | Jiří Jakeš           | Czechy            | C-152        | 20 pkt        |
| 8/9. | Barry De Groot       | Południowa Afryka | C-152        | 20 pkt        |
| 10.  | Jiří Filip           | Czechy            | C-152        | 25 pkt        |

Drużynowo w konkurencji lądowań zwyciężyła Polska, na kolejnych miejscach Czechy, RPA, Francja, Szwecja, Nowa Zelandia, Austria, Rosja, Szwajcaria, Niemcy.

## Wyniki
Indywidualnie:
| #   | Pilot                | Państwo | Typ samolotu i numer rej. | Punkty karne za: nawigację + rozpoznanie + lądowania = ogółem | Punkty karne za: nawigację + rozpoznanie + lądowania = ogółem | Punkty karne za: nawigację + rozpoznanie + lądowania = ogółem | Punkty karne za: nawigację + rozpoznanie + lądowania = ogółem |
| 1.  | Krzysztof Wieczorek  | Polska  | 3Xtrim SP-YUD             | 186                                                           | 80                                                            | 39                                                            | = 305                                                         |
| 2.  | Janusz Darocha       | Polska  | Cessna 152 SP-AKP         | 204                                                           | 40                                                            | 87                                                            | = 331                                                         |
| 3.  | Marek Kachaniak      | Polska  | Cessna 152 SP-AKO         | 275                                                           | 80                                                            | 26                                                            | = 381                                                         |
| 4.  | Michał Wieczorek     | Polska  | Cessna 152 SP-KWW         | 309                                                           | 80                                                            | 0                                                             | = 389                                                         |
| 5.  | Luboš Hájek          | Czechy  | Cessna 152 OK-NAV         | 194                                                           | 200                                                           | 19                                                            | = 413                                                         |
| 6.  | Jiří Filip           | Czechy  | Cessna 152 OK-IKH         | 260                                                           | 140                                                           | 25                                                            | = 425                                                         |
| 7.  | Krzysztof Skrętowicz | Polska  | 3Xtrim SP-YUD             | 207                                                           | 210                                                           | 15                                                            | = 432                                                         |
| 8.  | Wacław Wieczorek     | Polska  | Cessna 152 SP-KWW         | 363                                                           | 50                                                            | 28                                                            | = 441                                                         |
| 9.  | Michał Osowski       | Polska  | Cessna 152 SP-AKP         | 282                                                           | 160                                                           | 34                                                            | = 476                                                         |
| 10. | Petr Opat            | Czechy  | Cessna 152 OK-NAV         | 257                                                           | 180                                                           | 47                                                            | = 484                                                         |

Pozostałe miejsca polskich zawodników:
| #   | Pilot              | Typ samolotu i nr rej. | Punkty karne za: nawigację + rozpoznanie + lądowania = ogółem | Punkty karne za: nawigację + rozpoznanie + lądowania = ogółem | Punkty karne za: nawigację + rozpoznanie + lądowania = ogółem | Punkty karne za: nawigację + rozpoznanie + lądowania = ogółem |
| 11. | Bolesław Radomski  | C-152 SP-KCH           | 385                                                           | 60                                                            | 40                                                            | = 485                                                         |
| 14. | Zbigniew Chrząszcz | C-152 SP-AKO           | 301                                                           | 220                                                           | 100                                                           | = 621                                                         |
| 25. | Dariusz Lechowski  | C-152 SP-KSN           | 419                                                           | 220                                                           | 246                                                           | = 885                                                         |
| 37. | Stanisław Nowicki  | C-152 SP-KSN           | 852                                                           | 330                                                           | 50                                                            | = 1232                                                        |
| 57. | Jerzy Markiewicz   | C-152 SP-KCH           | 2783                                                          | 220                                                           | 12                                                            | = 3015                                                        |

Drużynowo:

(liczba punktów karnych i miejsce indywidualnie)
1. Polska  – 1017 pkt karnych
  1. Krzysztof Wieczorek – 305 pkt, #1
  2. Janusz Darocha – 331 pkt, #2
  3. Marek Kachaniak – 381 pkt, #3
2. Czechy  – 1322 pkt 
  1. Luboš Hájek – 413 pkt, #6
  2. Jiří Filip – 425 pkt, #7
  3. Petr Opat – 484 pkt, #10
3. Francja  – 2126 pkt
  1. Patrick Bats – 693 pkt, #16
  2. David Le Gentil – 709 pkt, #17
  3. Eric Daspet – 724 pkt, #18
4. Szwecja – 2866 pkt
5. Austria – 3874 pkt
6. Niemcy – 4490 pkt
7. Nowa Zelandia – 4648 pkt
8. Południowa Afryka – 5305 pkt
9. Szwajcaria – 5884 pkt
10. Rosja – 6598 pkt